# Rajd Madery 2012
Rajd Madery 2012 (53. Rali Vinho da Madeira) – 53. edycja rajdu samochodowego Rajd Madery rozgrywanego w Portugalii. Rozgrywany był od 27 do 29 lipca 2012 roku. Bazą rajdu była miejscowość Funchal. Była to siódma runda Rajdowych Mistrzostw Europy w roku 2012. Rajd był zarazem piątą rundą Rajdowych Mistrzostw Portugalii. Składał się z 19 odcinków specjalnych.

## Klasyfikacja rajdu
| Msc.                         | Kierowca                     | Pilot                        | Samochód                     | Czas                         | Strata                       |                              |
| Klasyfikacja generalna i ERC | Klasyfikacja generalna i ERC | Klasyfikacja generalna i ERC | Klasyfikacja generalna i ERC | Klasyfikacja generalna i ERC | Klasyfikacja generalna i ERC | Klasyfikacja generalna i ERC |
| ---------------------------- | ---------------------------- | ---------------------------- | ---------------------------- | ---------------------------- | ---------------------------- | ---------------------------- |
| 1.                           | Bruno Magalhães              | Nuno Rodrigues da Silva      | Peugeot 207 S2000            | 2:39:41,8                    | 0,0                          |                              |
| 2.                           | Vítor Sá                     | Pedro Calado                 | Peugeot 207 S2000            | 2:39:54,4                    | +12,6                        |                              |
| 3.                           | João Magalhães               | Jorge Pereira                | Mitsubishi Lancer Evo X R4   | 2:44:21,1                    | +4:39,3                      |                              |
| 4.                           | Ricardo Moura                | António Costa                | Mitsubishi Lancer Evo IX     | 2:46:24,5                    | +6:42,7                      |                              |
| 5.                           | Miguel Nunes                 | Victor Calado                | Mitsubishi Lancer Evo X      | 2:48:12,3                    | +8:30,5                      |                              |
| 6.                           | Duarte Ramos                 | Luís Ramos                   | Mitsubishi Lancer Evo IX     | 2:48:38,1                    | +8:56,3                      |                              |
| 7.                           | Juho Hänninen                | Mikko Markkula               | Škoda Fabia S2000            | 2:52:42,4                    | +13:00,6                     |                              |
| 8.                           | André Silva                  | Jorge Gonçalves              | Citroën C2                   | 2:56:51,2                    | +17:09,4                     |                              |
| 9.                           | Ana Sofia Correia            | Rui Rodrigues                | Citroën C2                   | 2:57:15,9                    | +17:34,1                     |                              |
| 10.                          | Décio Aguiar                 | Deodato Freitas              | Citroën C2                   | 2:58:20,0                    | +18:38,2                     |                              |